# Municipio de Axapusco
El municipio de Axapusco (del náhuatl Axopochco, de atl, agua, y xapochtli, agujero cavado ex profeso para almacenar algo, como un jagüey, una represa o una cisterna; por consiguiente, se dice que significa "en la cisterna de agua") es uno de los 125 municipios en que se encuentra dividido el estado de México, en México. Se encuentra situado al noreste de la entidad y su cabecera es la población del mismo nombre.
Fue declarado Pueblo con Encanto por el Gobierno del Estado de México, el día 11 de marzo del 2013.

## Geografía
El municipio de Axapusco se encuentra localizado en el extremo noreste del estado de México y en sus límites con el estado de Hidalgo. Tiene una extensión territorial total de 232.054 kilómetros cuadrados que representan el 1.03 % de la extensión total del estado de México. Sus coordenadas geográficas extremas son 19°42′ - 19°54′ de latitud norte y 98°36′ - 98°52′ de longitud oeste; su altitud fluctúa entre 2300 y 3100 metros sobre el nivel del mar.
Limita al oeste con el municipio de Temascalapa y al sur con el municipio de San Martín de las Pirámides y el municipio de Otumba, además al centro del territorio de Axapusco, se encuentra el municipio de Nopaltepec, rodeándolo por tres de sus costados. Al norte y al este sus límites corresponde al estado de Hidalgo, en específico al municipio de Villa de Tezontepec, el municipio de Zempoala, el municipio de Tlanalapa, el municipio de Tepeapulco y el municipio de Emiliano Zapata.

### Orografía e hidrografía
Está constituido por ríos con una inclinación de este a oeste, y por cerros entre los que hay llanuras. Destacan los cerros de Tepayotl, el Tlacoyo, Jaltepec y el de las Campanas o Halayote, siendo el primero el más alto con aproximadamente 2900 metros sobre el nivel del mar.

## Demografía
Según los resultados del Censo de Población y Vivienda realizado en 2020 por el Instituto Nacional de Estadística y Geografía, la población total del municipio de Axapusco es de 29, 128 habitantes. 
La densidad de población asciende a un total de 110.14 personas por kilómetro cuadrado.

### Localidades
El municipio incluye en su territorio un total de 45 localidades. Las principales y su población de acuerdo al censo de 2010 son:
| Localidad                | Población (2010) |
| ------------------------ | ---------------- |
| Jaltepec                 | 5 001            |
| Santa María Aticpac      | 3 592            |
| Axapusco                 | 3 324            |
| Santo Domingo Aztacameca | 3 012            |
| Colonia los Remedios     | 1 206            |
| San Felipe Zacatepec     | 920              |
| Xala                     | 890              |
| Tlamapa                  | 522              |
| Total municipio          | 25 559           |

## Cultura
Los habitantes del municipio de Axapusco tienen acceso gratuito a diversas librerías públicas donde también se puede tener acceder al acervo bibliográfico de las mismas:
•Emiliano Zapata
•Jaime Torres Bodet
•Lic. Adolfo Ruiz Cortínez
•Francisco I. Madero
•Niños Héroes
•Lic. Benito Juárez
•Luis Donaldo Colosio Murrieta
•Jaime Nunó
•Francisco González Bocanegra
•Octavio Paz
•Josefa Ortiz de Domínguez.
Axapusco también cuenta con la presencia de dos casas de cultura Dr. Gregorio Aguilar y la Casa de Cultura Toltecapan, con acceso gratuito y donde se ofertan talleres a todo el público.

### Construcciones Históricas
Axapusco cuenta con lugares y construcciones emblemáticas, que son distintivas del municipio como: 
•Parroquia de San Esteban Protomártir
•Hacienda de Hueyapan
•Hacienda de Soapayuca
•Puentes de San Marcos y San Pedro

## Gobierno

Palacio municipal de Axapusco.

| Presidente municipal     | Periodo   |
| ------------------------ | --------- |
| Florencio Amayo Pérez    | 2000-2003 |
| Julián Cid González      | 2003-2006 |
| Felipe Borja Texocotitla | 2006-2009 |
| Florencio Amayo Pérez    | 2009-2012 |
| Gilberto Ramírez Ávila   | 2012-2015 |
| Felipe Borja Texocotitla | 2015-2018 |
| Noé MartÍnez Juárez      | 2019-2021 |
| Miriam Coronel Meneses   | 2022-2024 |
| Marcial Herrera Morales  | 2024      |
| Melitón Cid García       | 2024-2027 |

### Representación legislativa
Para la elección de diputados locales al Congreso del estado de México y de diputados federales a la Cámara de Diputados federal, el municipio de Axapusco se encuentra integrado en los siguientes distritos electorales:
Local:
- Distrito electoral local de 39 del estado de México con cabecera en Acolman de Nezahualcóyotl.[23]

Federal:
- Distrito electoral federal 5 del estado de México con cabecera en la ciudad de Teotihuacán de Arista.[24]

## Gastronomía
Los platillos fuertes son las barbacoas de cordero y barbacoa de cerdo, arroz con mole y pierna de pavo o pollo, nopalitos, carnitas de cerdo con cueritos y gusano de maguey. Entre las bebidas tenemos al pulque y las aguas de frutas.